# Bersagliere (contratorpedeiro de 1938)
O Bersagliere foi um contratorpedeiro operado pela Marinha Real Italiana e a décima embarcação da Classe Soldati. Sua construção começou em abril de 1937 no Cantieri Navali Riuniti em Palermo e foi lançado o mar em julho de 1938, sendo comissionado na frota italiana em abril do ano seguinte. Era armado com uma bateria principal composta por quatro canhões de 120 milímetros e seis tubos de torpedo de 533 milímetros, tinha um deslocamento carregado de mais de duas mil toneladas e conseguia alcançar uma velocidade máxima de 35 nós (65 quilômetros por hora).
O Bersagliere serviu nos primeiros anos do envolvimento da Itália na Segunda Guerra Mundial. Ele participou de várias operações de escoltas de comboio para a Campanha Norte-Africana e também esteve presente na Batalha da Calábria em julho de 1940, na Batalha do Cabo Spartivento em novembro, na Primeira Batalha de Sirte em dezembro de 1941 e na Segunda Batalha de Sirte em março de 1942. O contratorpedeiro foi afundado em janeiro de 1943, enquanto estava atracado no porto de Palermo, por um ataque aéreo das Forças Aéreas do Exército dos Estados Unidos.